# Comarca de Bataguassu
A Comarca de Bataguassu é uma comarca brasileira localizada no estado de Mato Grosso do Sul, a cerca de 400 quilômetros da capital.

## Generalidades
Sendo uma comarca de segunda entrância, tem uma superfície total de cerca de 2,5 mil km², o que totaliza cerca de 0,7% da superfície total do estado. A povoação total da comarca é de  20 mil habitantes, aproximadamente o 1% do total da povoação estadual, e a densidade de povoação é de 8,2 habitantes por km².
A comarca inclui apenas o município de Bataguassu e limita-se com as comarcas de Brasilândia, Ribas do Rio Pardo, Nova Andradina e Anaurilândia
Economicamente possui PIB de R$ 488 308 000,00 e PIB per capita de R$ 24 630,92